# Математическое образование

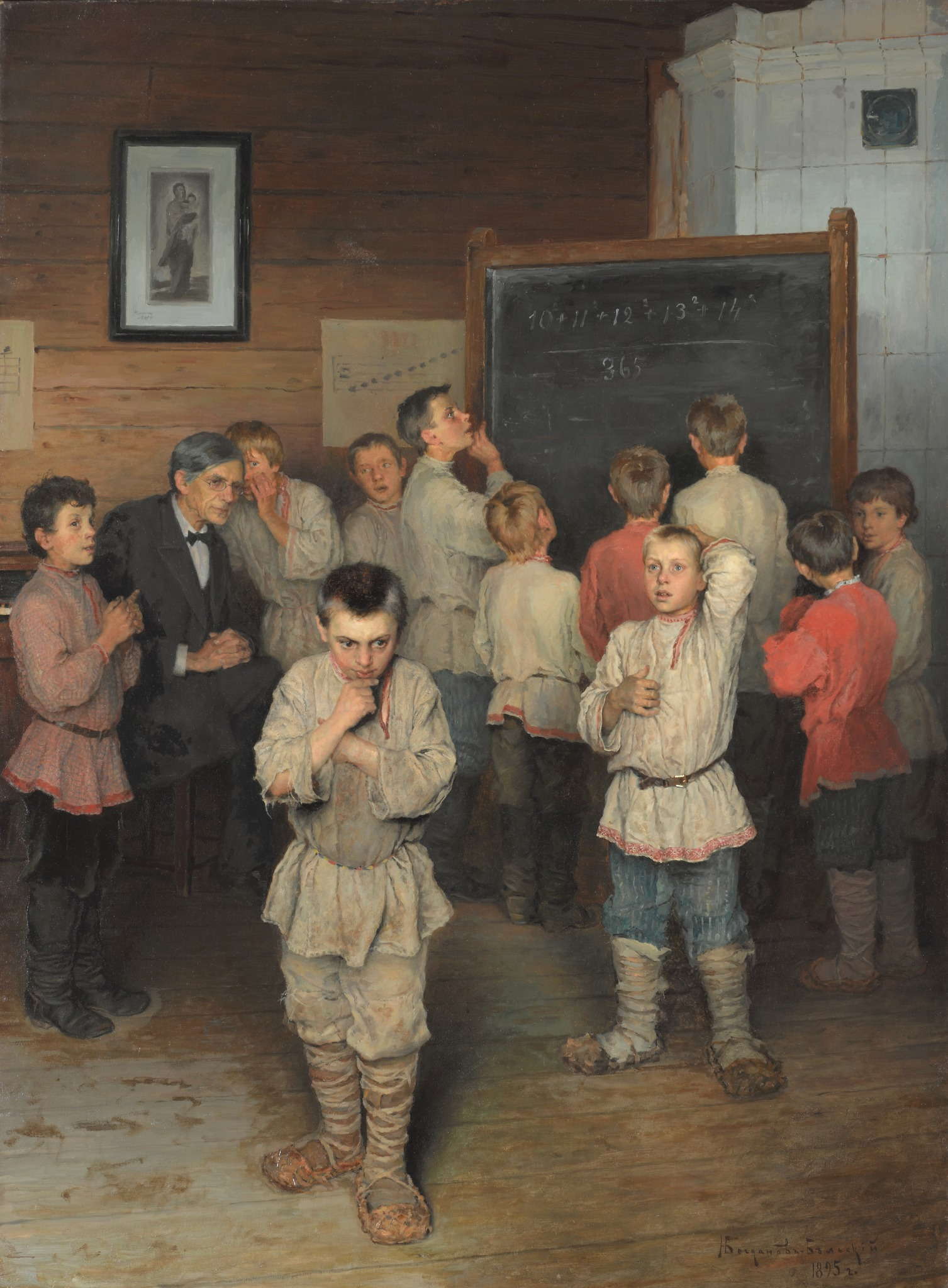
«Устный счёт. В народной школе С. А. Рачинского», картина Н. П. Богданова-Бельского

Математическое образование — 1) часть общего образования, процесс обучения математике; 2) система подготовки специалистов высшей квалификации для научно-исследовательской и преподавательской работы в области математики и смежных с ней отраслей науки, техники, экономики, промышленности и сельского хозяйства.

## История
Элементарная математика была частью образовательного процесса во многих античных цивилизациях, включая Древнюю Грецию, Римскую империю, Ведийскую цивилизацию и Древний Египет. В большинстве случаев, формальное образование было доступно только мальчикам из высших или богатых сословий.
В античности, второй цикл семи свободных искусств, квадривий, включал изучение арифметики и геометрии. Подобный тип преподавания был сохранен в структуре классического образования, которое получило широкое развитие средневековой Европе. Преподавание геометрии почти повсеместно основывалось на трактате Евклида Начала. Подмастерья каменщиков, купцов и ростовщиков изучали те области математики, которые были необходимы в их профессиях.
В эпоху Возрождения академический статус математики снизился, поскольку она была тесно связана с торговлей и коммерцией и стала считаться нехристианской. Несмотря на то что математика продолжала преподаваться в европейских университетах, она рассматривалась как подчиненный предмет к изучению натурфилософии, метафизики и этики. Первая современная образовательная программа по арифметике (начинающаяся с сложения, затем вычитания, умножения и деления) возникла в счетных школах в Италии в 1300-х годах. Распространяясь по торговым путям, эта программа была доработана для использования в торговле. Она контрастировала с платоновской математикой, преподаваемой в университетах, которая имела более философскую направленность и касалась чисел как понятий, а не методов вычисления. Она также контрастировала с математическими методами, изучаемыми учениками ремесленников, которые были специфичны для ремесленнических задач. Например, деление доски на трети может быть выполнено с помощью куска веревки, вместо измерения длины и использования арифметической операции деления.
Первые учебники математики, написанные на английском и французском языках, были опубликованы Робертом Рекордом. Первым из которых был Grounde of Artes в 1540 году. Однако существует много различных работ по математике и математической методологии, которые датируются 1800 годом до н. э. В основном они были найдены в Месопотамии, где шумеры использовали умножение и деление. Были найдены также доказательства, демонстрирующие методы решения уравнений, таких как квадратное уравнение. Кроме шумерских, одними из самых известных древних работ по математике являются найденные в Египте папирус Ахмеса (также известен как папирус Ринда) и Московский математический папирус. Более известный из них папирус Ахмеса датируется приблизительно 1650 годом до н. э., но считается копией ещё более древнего свитка. Этот папирус был, по сути, ранним математическим учебником для египетских студентов.
Социальный статус математики улучшился к XVII веку, когда Абердинский университет создал кафедру математики в 1613 году, затем кафедра геометрии была создана в Оксфордском университете в 1619 году, и в 1662 году в Кембриджским университете открылась Лукасовская кафедра математики. Однако преподавание математики за пределами университетов было редкостью. У Исаака Ньютона, например, не было возможности изучать математику, пока он не стал посещать Тринити-колледж в Кембридже в 1661 году.
В XVIII и XIX веках промышленная революция привела к огромному росту городского населения. Основные навыки счета, такие как умение определять время, считать деньги и выполнять простую арифметику, стали важными в новом городском образе жизни. В рамках новых систем государственного образования преподавание математики с раннего возраста стала центральной частью учебной программы.
К двадцатому веку математика стала частью основной учебной программы во всех развитых странах.
В течение XX века математическое образование оформилось как самостоятельная область исследований. Вот некоторые из основных событий этого развития:
- В 1893 году в Гёттингенском университете под руководством Феликса Кляйна была создана кафедра математического образования
- В 1908 была основана Международная комиссия по математическому обучению (ICMI), Феликс Кляйн стал первым президентом организации
- После 1920 года профессиональная периодическая литература по математическому образованию в США насчитывала более 4000 статей. В 1941 году Уильям Л. Шааф опубликовал классифицированный индекс, отсортировав изданные математические статьи по различным предметам.
- Возобновление в 1960-х годах интереса к математическому образованию привело к возобновлению активной работы ICMI
- В 1968 году в Ноттингеме был создан Центр математического образования Shell
- Первый Международный конгресс по математическому образованию (ICME) состоялся в Лионе в 1969 году. Второй съезд был собран в Эксетере в 1972 году, и после этого он проводился каждые четыре года

В XX веке культурное влияние «информационной эры» (Маклюэн) было также подхвачено теорией образования и преподаванием математики. В то время как предыдущий подход был сосредоточен на «работе со специализированными» проблемами «в арифметике», новый, формирующийся структурный подход к знаниям привел к «маленьким детям, размышляющим о теории чисел и множествах».

## Цели
- Культурное развитие
- Духовное развитие
- Эстетическое развитие
- Нравственное развитие (воспитание)
- Творческое развитие
- Интеллектуальное развитие

## Методы
- Классическое образование
- Изучение математики с помощью компьютера
- Традиционный подход
- Упражнения
- Исторический метод
- Компетенции
- Новая математика
- Решение проблем
- Развлекательная математика
- Стандартизированный подход
- Реляционный подход
- Заучивание наизусть — метод запоминания, заключающийся в многократном устном повторении текста за небольшой промежуток времени

## Просветители в области математики
Люди, внесшие неоценимый вклад в преподавание математики в различные периоды истории:
- Евклид
- Афанасьева, Татьяна Алексеевна
- Пойа, Дьёрдь
- Фройденталь, Ханс

## Известные учителя математики
Люди, указанные ниже, преподавали математику, но стали известны благодаря другим достижениям:
- Льюис Кэрролл
- Дальтон, Джон
- Лерер, Том
- Мэй, Брайан
- Георг Иоахим фон Ретик
- Рич, Эдмунд
- Имон де Валера